# Anactinia
Genre
Anactinia est un genre de cnidaires anthozoaires de la famille des Arachnactidae.

## Systématique
Le genre Anactinia a été créé en 1909 par le zoologiste écossais Nelson Annandale (1876-1924) avec pour espèce type Anactinia pelagica,.

## Liste des espèces
Selon World Register of Marine Species (9 janvier 2023) :
- Anactinia carlgreni Nair, 1949
- Anactinia indiana Bamford, 1912
- Anactinia pelagica Annandale, 1909
- Anactinia superficialis Bamford, 1912

## Publication originale
- (en) N. Annandale, « A Pelagic Sea-Anemone without Tentacles », Records of the Indian Museum, Calcutta, vol. 3, no 2,‎ 1909, p. 157-162 (ISSN 0375-099X, OCLC 1427183, DOI 10.26515/RZSI/V3/I2/1909/163269, lire en ligne).